# Phillie Phanatic

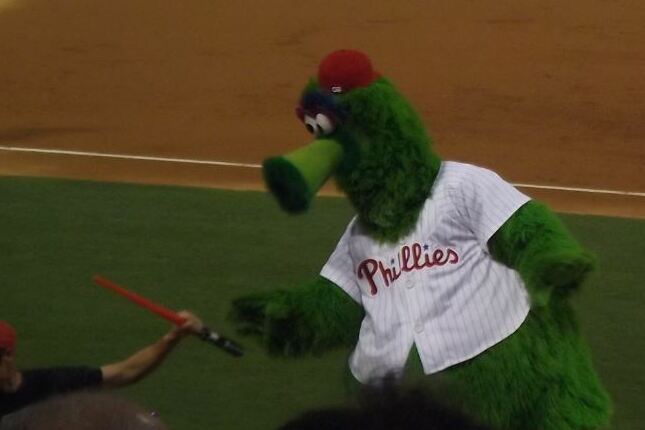
Phillie Phanatic

Phillie Phanatic è la mascotte ufficiale della squadra di baseball statunitense dei Philadelphia Phillies. Si tratta di un grosso volatile bipede, senza ali, ricoperto da pelo verde e con una lingua estensibile. Stando alla sua biografia, Phillie Phanatic è nato nelle Isole Galapagos ed è il più grande fan al mondo dei Phillies. Oltre a intrattenere il pubblico durante le partite di baseball che si svolgono nello stadio Citizens Bank Park, Phillie Phanatic svolge un importante ruolo nelle attività di beneficenza dei Philadelphia Phillies.

## Creazione
Al termine della stagione sportiva del 1977, Dennis Lehman e Frank Sullivan, direttori marketing dei Philadelphia Phillies, suggerirono di dotare la squadra di una nuova mascotte per attrarre più tifosi allo stadio dopo un paio di annate deludenti per la squadra. Ottenuto il via libera dal general manager Bill Giles, si rivolsero alla società Harrison/Erickson di New York City (oggi nota con il nome di Acme Mascots), che aveva già collaborato con Jim Henson per la creazione dei suoi Muppets. 
Phillie Phanatic rimpiazzò "Philadelphia Phil" e "Philadelphia Phillis", una coppia di fratelli vestiti in abiti del diciottesimo secolo che erano stati mascotte della squadra dal 1971. Phillie Phanatic debuttò il 25 aprile del 1978 nell'incontro con i Chicago Cubs.
Bill Giles racconta nel suo libro Pouring Six Beers at a Time che la mascotte è al centro di una delle peggiori scelte manageriali della sua carriera. Harrison/Erickson mise sul piatto due proposte per i Phillies: l'acquisto della mascotte senza diritti di immagine per 3.900 dollari, oppure con i diritti di immagine per 5.200 dollari. Giles rifiutò entrambe le opzioni e acquistò il solo costume con l'idea di usare Phanatic Phillie solo in alcune occasioni. Visto però il successo della mascotte presso il pubblico, cinque anni dopo si decise ad acquistarla pagando 250.000 dollari per i diritti di immagine alla Harrison/Erickson.

## Controversie legali
Nel 2019 è emerso un problema legato nuovamente ai diritti di immagine della mascotte: Harrison e Erickson, i due creatori di Phanatic Phillie, hanno preteso di rivedere l’accordo economico con i Philadelphia Phillies facendo leva su una normativa che consente di rinnovare i diritti di immagine ogni 35 anni. 
I due ideatori hanno paventato la possibilità di chiedere una revoca dell'uso di Phanatic Phillie ai Phillies finché non sarà raggiunto un nuovo accordo economico. Qualora l'accordo non venisse raggiunto e la giustizia desse ragione a Harrison e Erickson, dal 15 giugno 2020 i Phillies perderebbero l'autorizzazione a utilizzare la mascotte.

## Premi e riconoscimenti
- Nel 2005, Phillie Phanatic è stato inserito nella Major League Baseball Hall of Fame.
- Nel 2006, Phillie Phanatic è stato votato come "migliore mascotte di sempre" dalla rivista Sports Illustrated Kids.
- Nel 2008, Forbes ha nominato Phillie come miglior mascotte sportiva.
- Nel 2015 il programma televisivo Good Morning America ha dichiarato Phillie la miglior mascotte del baseball.